# AIM-26 Falcon

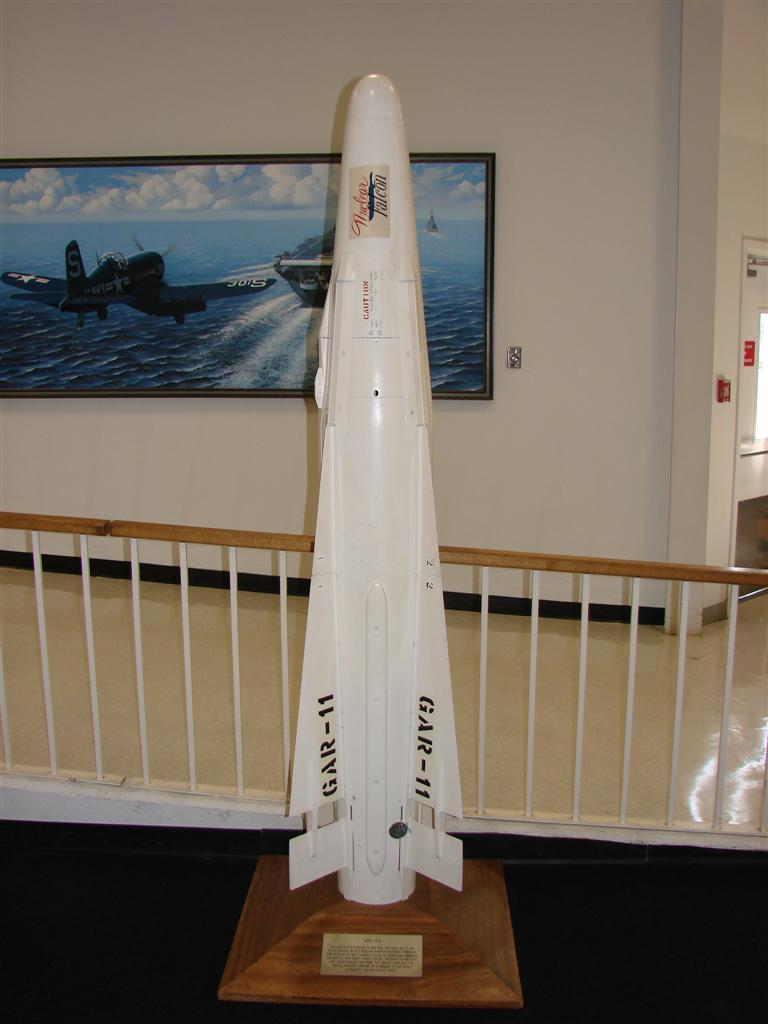
Řízená střela AIM-26A Falcon vystavená v americkém National Naval Aviation Museum

AIM-26 Falcon byla větší a silnější verze střely AIM-4 Falcon. Je to jediná americká řízená střela typu vzduch-vzduch s jadernou hlavicí. Jadernou hlavici nesla ještě neřízená raketa vzduch-vzduch AIR-2 Genie.

## Vývoj
V roce 1956 začala společnost Hughes Electronics pracovat na vývoji zvětšené verze střely AIM-4 Falcon, která by nesla jadernou hlavici. Měla být použita proti sovětským strategickým bombardérům, protože v této době nebyly řízené střely s konvenční hlavicí dostatečně přesné. Měly být vyvinuty verze s poloaktivním radarovým a infračerveným naváděním. Program byl ale nakonec zrušen.
Program byl v roce 1959 oživen pod označením GAR-11. Do služby střela vstoupila roku 1961 a byla nesena letouny F-102 Delta Dagger. Střela využívala poloaktivní radarové navádění a bojovou hlavicí byla jaderná W54 o síle cca 250 tun TNT. Kvůli problémům s použitím jaderné zbraně nad přátelským územím byla vyvinuta verze GAR-11A s konvenční hlavicí o váze 18 kg.

## Použití

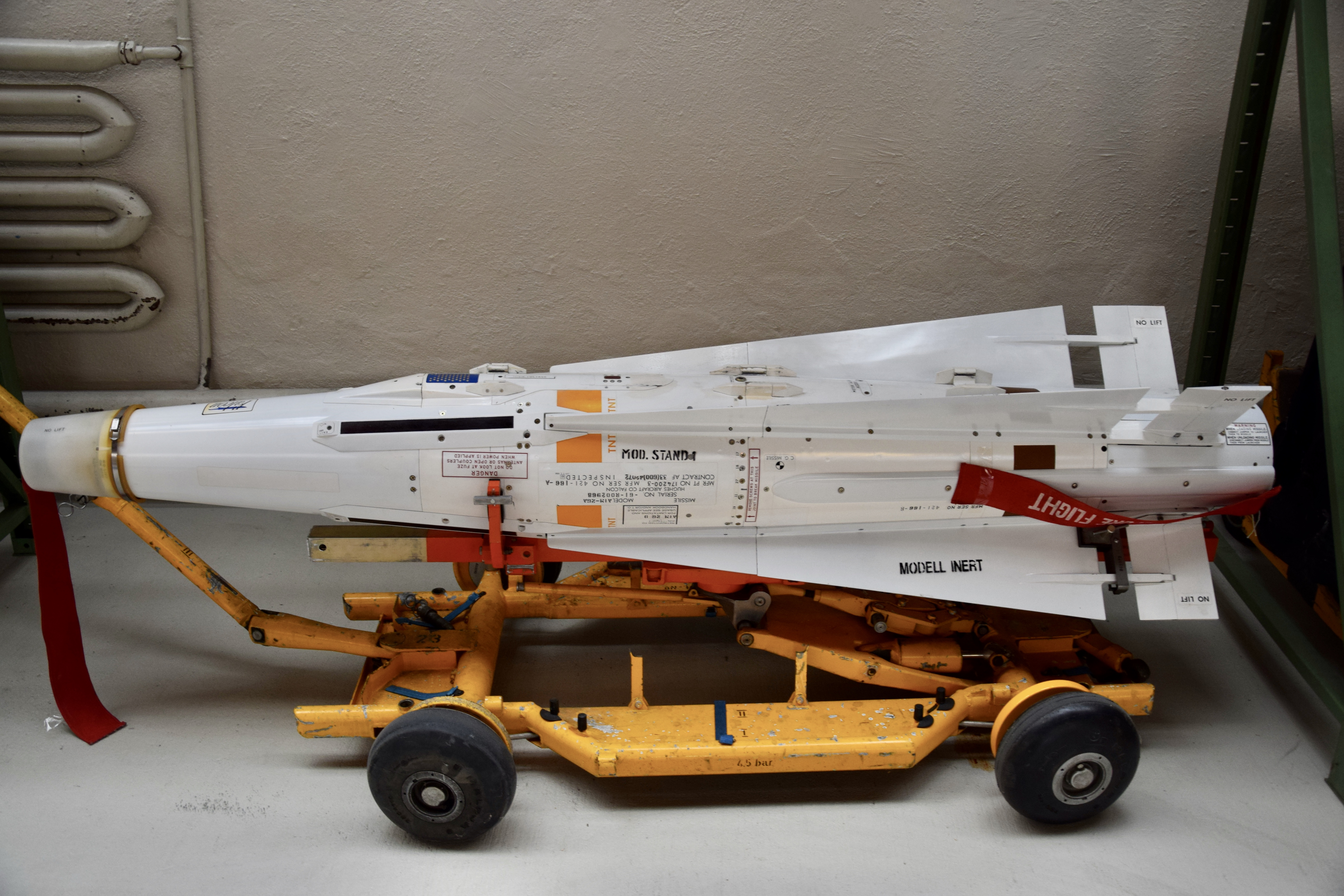
AIM-26A Falcon vystavená ve Flieger Flab Museum ve Švýcarsku

Střela nedosáhla ve službě americké armády širšího nasazení a roku 1972 byla vyřazena. Verze AIM-26B s konvenční hlavicí byla exportována do Švýcarska pod označením HM-55 kde byla nasazena na letounech Mirage IIIS. AIM-26B byla licenčně vyráběna ve Švédsku pod označením Rb 27, kde byla vyřazena roku 1998.

## Technická data
- Délka: 2.14 m
- Průměr: 29 cm
- Váha: 92 kg
- Rozpětí křídel: 62 cm
- Dostřel: 9.7 km
- Navádění: poloaktivní radarové
- Bojová hlavice: Jaderná W54 - cca 250 tun TNT